# Das dreißigste Jahr

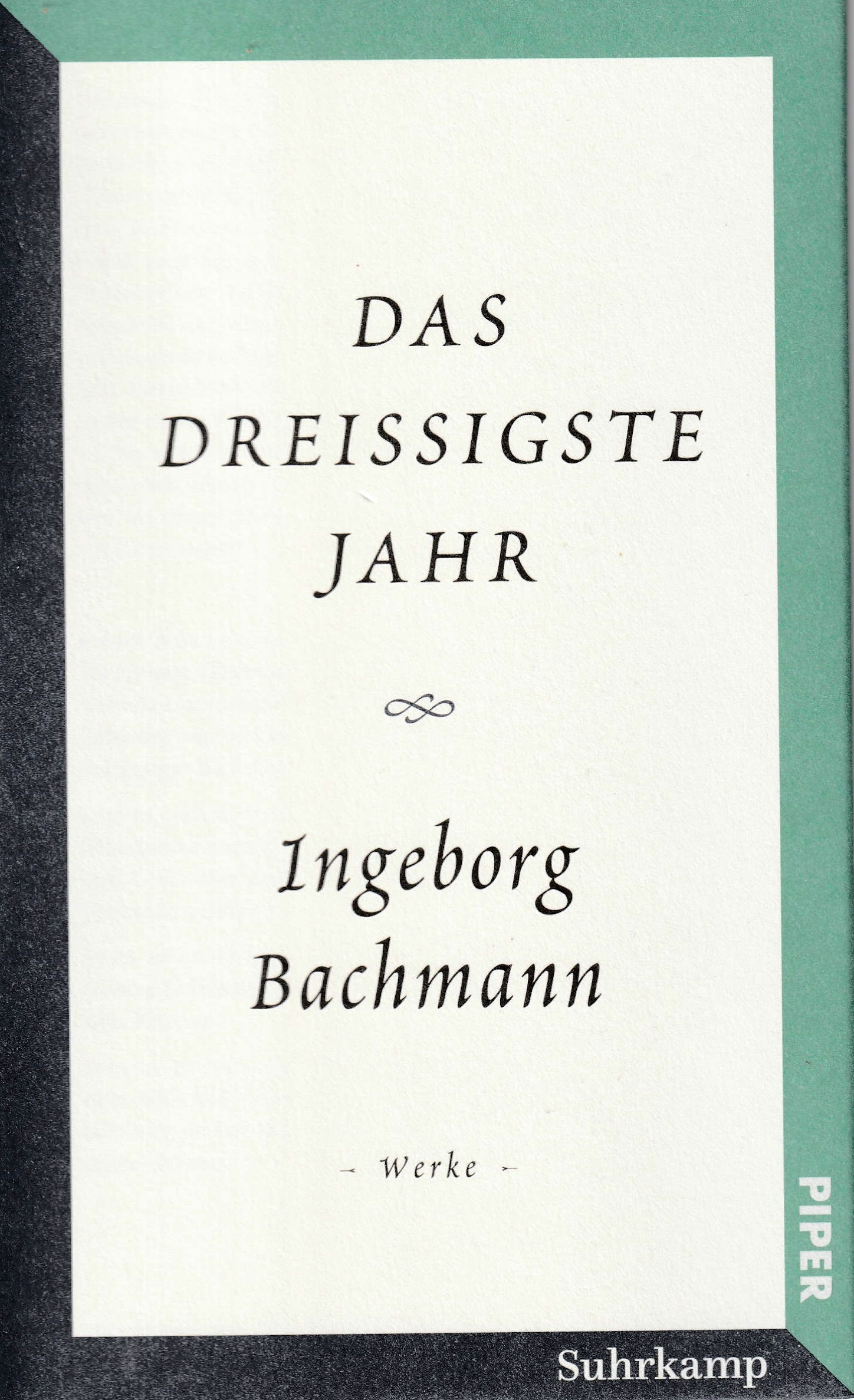
Buchcover Das dreißigste Jahr, Salzburger Edition, 2020

Das dreißigste Jahr ist ein von Ingeborg Bachmann zuerst 1961 veröffentlichter Zyklus von sieben Erzählungen, die sich mit Themen der Nachkriegszeit in Deutschland und Österreich beschäftigen. Obgleich die Öffentlichkeit auf diesen ersten Prosatext der Autorin zurückhaltend reagierte, gilt er als einer der wichtigsten Texte deutscher Sprache nach 1945.
Bachmann schrieb die sieben Erzählungen ab 1956, obgleich Ein Schritt nach Gomorrha als letzter Text des Bandes erst im April 1961 fertig wurde. Bereits vor der Veröffentlichung in Buchform hat Bachmann seit 1959  einzelne der Erzählungen im Rundfunk, bei Lesungen, in Zeitungen und Zeitschriften und bei der Gruppe 47 präsentiert.

## Übersicht
„’Nach dem Krieg’ – dies ist die Zeitrechnung“, schreibt Bachmann in der hier enthaltenen Erzählung Unter Mördern und Irren. Die Mehrzahl der repräsentativen deutschen Autoren beschäftigte sich nach einer Bemerkung von W. G. Sebald in dieser Nachkriegszeit damit, den Mythos vom „guten Deutschen“ zu propagieren. „Das Kernstück der damit in Umlauf gekommenen Apologetik bestand in der Fiktion einer irgendwie bedeutsamen Differenz zwischen passivem Widerstand und passiver Kollaboration.“ (vgl. Literaturangaben) Im Gegensatz zu dieser Literatur des guten Gewissens schildert Ingeborg Bachmann verschiedene Formen der nachträglichen passiven Kollaboration, die die Autorin in der Perspektive einer fortwährenden individuellen Verantwortung erzählt.
Die Erzählung Das dreißigste Jahr gibt in Titel und Gehalt den Grundton der folgenden Erzählungen an, die in verschiedenen Entscheidungssituationen die Verantwortung der Figuren für ihr Tun und Lassen untersuchen. Die Handlungen der Figuren werden zwar durch die Strukturen der Räume, Einrichtungen und Sprache beeinflusst, die als Zeichensysteme das Figurenhandeln prägen. Diese Determination ist aber nie hermetisch, sondern belässt einen Spielraum, in dem die Figuren zwischen Konformität und Schrittweiten der Grenzüberschreitung wählen können und somit für das Ergebnis verantwortlich bleiben. Die Kontingenz der Situationen in diesem Jahr der Entscheidung akzentuiert die unaufhebbare Zuständigkeit der Individuen für die Beziehungen, in denen sie leben.
Die sieben Erzählungen folgen einem dramaturgischen Aufbau von der Problemstellung über eine vierfache Untersuchung der Anpassung hin zu einem doppelten Ausklang. Neben den Themen der Gewalt, Zerstörung und Anpassung an gesellschaftliche Erwartungen, die die Männer meist unter sich ausmachen, geht es in fast allen Erzählungen auch um die Liebe zwischen Mann und Frau, in der die Geschlechter ihre Positionen weit voneinander entfernt einnehmen und den Aufbruch zu neuen Formen der Beziehung versäumen. Sigrid Weigel sah die „Durchquerung und Verwerfung eines ganzen Archivs von Wunschbildern“ als Gesamtkonzeption des Bandes an. Dies sei etwa in der Erzählung Das dreißigste Jahr mit der Sehnsucht nach dem Absoluten umgesetzt, in Alles in einer Heilsgeschichte mit dem Erziehungsprogramm zum neuen Menschen und in Ein Wildermuth in dem Verlangen nach einer reineren Wahrheit in der Sprache des Körpers; in Ein Schritt nach Gomorrha sei „die weibliche Neuschöpfung der Welt“ das Wunschbild, und in Undine schließlich sei „das Verhältnis von Kunstbegehren und Vernunftvermögen nicht mehr als einfacher Gegensatz gestaltet“.
Nur in einer der sieben Erzählungen, Ein Schritt nach Gomorrha, steht eine Frau im Fokus; in Undine geht spricht ein weibliches Ich von der Position eines Fabelwesens aus. Beide Texte beschäftigen sich mit dem nicht gelungenen weiblichen Aufbruch und der Unfähigkeit nicht nur von Männern zur Liebe. Die Texte gehören zu den frühesten feministischen Texten der deutschsprachigen Literatur der Nachkriegszeit. In den übrigen fünf Erzählungen, von denen drei aus der Sicht eines männlichen Ichs geschrieben sind, stehen Männer im Mittelpunkt.
In diesen kurzen Anmerkungen kann Bezügen des Textes zur Biografie der Autorin oder zu anderen ihrer Werke, zur gesellschaftlichen Entwicklung oder zu politischen Auseinandersetzungen der 1950er Jahre nicht nachgegangen werden. Hierzu wird auf die umfangreiche Sekundärliteratur verwiesen.

## Jugend in einer österreichischen Stadt

### Inhalt
Ein Ich-Erzähler besucht auf der Durchreise die Stadt (s)einer Kindheit und geht durch die Straßen Klagenfurts, in denen seine Familie vor langer Zeit gewohnt hat. Er erinnert sich mancher Facetten einer freudlosen Kindheit, in die der „Anschluss Österreichs“ an Nazideutschland fällt, der für die Kinder alles verändert: Eine Kindheit nur noch unter Vorbehalt, die spätestens mit den Bomben und Beerdigungen des Krieges endet. Manchmal hocken sie nur da, „starren vor sich hin und hören nicht mehr drauf, wenn man sie ‚Kinder‘ ruft.“ Die Machenschaften der Erwachsenen kosten die Kinder die Kindheit und manchmal auch das Leben. Ohne Antworten auf seine Fragen verlässt der Reisende die Stadt.

### Deutung
Auch Ingeborg Bachmann wuchs in Klagenfurt/Österreich auf, sie hat aber diesen Text nicht als autobiografischen Versuch, sondern als Bericht einer allgemeinen biografischen Verstümmelung geschrieben. Die Erzählung trägt die „Jugend“ zwar im Titel, aber nicht im Text, in dem nur von „Kindern“ im Plural die Rede ist. Offenbar geht es nicht um eine ganze Jugend und nicht um eine bestimmte Kindheit. Es geht um die Zeitmaschine des Krieges, die die Kinder an ihrer Jugend vorbei ins erwachsene Leben katapultiert. Nach dem Krieg werden die Kinder „aufgefordert, ins Leben zu treten“, ihrer Jugend beraubt, misstrauisch, mit einem Talent zur Traurigkeit: „Sie gehen fort, die Hände in ausgefransten Taschen und mit einem Pfiff, der sie selber warnen soll.“
Die Besichtigung der Vergangenheit kann die Fragen des berichtenden Ichs nicht beantworten: „Im bewegungslosen Erinnern, vor der Abreise, vor allen Abreisen, was soll uns aufgehen? Das Wenigste ist da, um uns einzuleuchten, und die Jugend gehört nicht dazu.“ Auch die beschwörenden Anrufungen erweisen sich als hilflos bei der Suche nach Erklärungen. Bachmann „meine damit ihre Generation, die den Ausbruch aus der ´schlechtesten aller Welten´ nicht leistet und damit nicht nur ihre eigene Zukunft, sondern auch die ihrer eigenen Kinder zerstört.“
Die Ursachen der Zerstörung scheinen nicht mehr zugänglich, der Reisende verlässt den Ort einer Kindheit ungetröstet und unerlöst, der Leser aber tritt nun mit ihm in die vom Nachfaschismus bestimmten Entscheidungssituationen.

## Das dreißigste Jahr

### Inhalt
Die Erzählung berichtet von Ereignissen und Reflexionen aus dem Jahr vor dem dreißigsten Geburtstag einer namenlosen Er-Figur, die eines Tages mit der „wundersamen neuen Fähigkeit sich zu erinnern“ aufwacht und eine schmerzhafte Bilanz ihres Lebens, ihrer Hoffnungen und ihrer Möglichkeiten zieht. Dieser Er von „guter Herkunft“ entdeckt in seinem dreißigsten Jahr, dass Er von seiner Vorstellung einer ihm in alle Richtungen offen stehenden Zukunft Abschied nehmen muss. Er sieht sich stattdessen in einem Gefängnis, in einem Netz, in dem Er sich früh gefangen glaubt. Aber Er beschließt, „aus Gleichgültigkeit, Erschöpfung und weil er nichts mehr Besseres weiß“ das Angebot einer festen Anstellung anzunehmen und sich in der gesellschaftlichen Falle zu etablieren.
Wie bei der Autorin (Ingeborg Bachmann hatte am 25. Juni Geburtstag) setzt dieses 30. Jahr im Juni nach dem 29. Geburtstag ein. Im Juli unternimmt Er eine zweite Reise nach Rom, die eigentlich ein weiterer Fluchtversuch ist. In Rom trifft Er seine frühere Geliebte Elena und seinen Freund-Feind Moll. Im September–Oktober findet er noch die Kraft zu einem Aufruf zum Umsturz der Gesellschaft, im November–Dezember entwickelt sich eine „unerträgliche“ Liebe, die ihn zu einer weiteren Flucht nach Süditalien und dort in den Zusammenbruch führt. Schließlich macht Er sich auf den Weg nach Wien, seiner Herkunftsstadt, und trifft hier wieder auf Moll, der als Intellektueller gut von der Anpassungsfähigkeit seiner Meinungen leben kann. In der letzten der in der Erzählung angesprochenen fünf Fluchten reist Er kurz vor der Festanstellung noch einmal nach Italien und überlebt als Mitfahrer nur knapp einen Autounfall.

### Erzählweise
Der personale Erzähler nimmt eine Erzählperspektive dicht neben und in der Er-Figur ein und wechselt zwischen einem Er und einem uneindeutigen Ich. Der Erzähler taucht in den Gedankenstrom der Er-Figur ein und wechselt noch im letzten Satz in die Rolle eines Dialogpartners: „Ich sage dir: Steh auf und geh!“ Ähnlich schwankend ist auch die Zeitperspektive, in der das Nacheinander der Ereignisse und Stationen vom Leser nicht leicht zu rekonstruieren ist. Der verschlungene Faden der Erinnerung, die schwankende Erzählperspektive, das Mosaik der Orte und Zeiten – in dieser Vagheit des erzählerischen Fadens spiegelt sich das Unfertige der Identität des Suchenden.
Die Erzählung ist weitgehend im Präsens geschrieben, das den Eindruck des Noch-nicht-Entschiedenen und Getriebenwerdens verstärkt. Die Sprache ist reich an Metaphern, experimentiert mit einem Übergang zu einem lyrischen Schriftbild und unterstützt die Thematik von schwankender Identität und Grenzüberschreitung bei diesem Eintritt in die Gesellschaft:
 „Wenn endlich endlich kommt

 Dann

 Dann spring noch einmal auf und reiß

 die alte schimpfliche Ordnung ein.“

### Deutung
Die beiden sich gegenüber stehenden Lebenskonzepte sind das der Er-Figur und das seines Freund-Feindes Moll, der mit seinem Opportunismus all das hoch bezahlt verrät, was Er für richtig hält. Moll aber ist kein Individuum, sondern wie das andere musikalische Geschlecht ein anderer Typ Mensch, dem Er in Vergangenheit und Gegenwart, in Rom und in Wien begegnet: „Wie vermeidet man Moll? Welchen Sinn hat es, dieser Hydra Moll ein Haupt abzuschlagen…“
Innerhalb dieser Moll-Gesellschaft, die, moralisch verworfen und erfolgreich, sich einer Gaunersprache bedient, gibt es zwei Lebensentwürfe, die beide nur Varianten der Lüge sind: Entweder selbst ein Moll sein oder sein Handlanger. Aber in einer überraschenden Wendung verliert die Annäherung an diese Hydra der Molls für die Er-Figur ihren Schrecken: Er tritt in ihren Dienst und mit dieser Entscheidung, die das Handlungsmuster von Fremderwartung und ausweichender Flucht umstößt, entsagt Er seinen bisherigen moralischen Ansprüchen.
Die mehr oder weniger geradlinige, durch die Reisemetapher beschriebene Befreiung wird zurückgebogen in die Gesellschaft der Gauner und dort zu einem „Mitkreisen“ in einem „geordneten Leben“. Thematisch geht es um „den Beginn dessen, was gemeinhin als Berufsleben umschrieben wird und dem Dreißigjährigen als einzige ´Falle´ erscheint.“ Das Skandalon der moralischen Kapitulation und Selbsteingliederung erfährt die Er-Figur gleichnishaft in jenem Unfall, der ihre körperliche Integrität beschädigt, wie auch die Anstellung bei den Molls ihre Seele beschädigen wird. In dieser „moralischen Erschöpfung“ des Helden klingt die Virulenz der Anpassung an, auf die als Fluchtpunkt auch die drei folgenden Erzählungen verweisen.

## Alles

### Inhalt
Aus der Sicht eines namenlosen Vaters wird von den Veränderungen in der Beziehung der beiden am Ende der Erzählung dreißigjährigen Eltern und ihres Sohnes Fipps erzählt. Der Mann hat seine Frau der Schwangerschaft wegen geheiratet und entfernt sich mehr und mehr sowohl von Hanna als auch von seinem Sohn, der nach einem Unfall während eines Schulausflugs stirbt.
Grund der wachsenden Enttäuschung des Vaters und seiner Entfremdung von Frau und Kind ist seine unermessliche Hoffnung darauf, dass es dem Sohn gelingen werde, ein neuer Mensch zu werden, der nicht „verletzen, beleidigen, übervorteilen, töten könne“. Fipps aber ist ein „ganz gewöhnliches“, mal zärtliches, mal wildes, mal aggressives Kind, das der Vater mit wachsender Distanz beobachtet. Das Kind enttäuscht seine Erwartungen, weil es die kindliche Offenheit für alles nach und nach in die Bahnen des Gewohnten, in die Falle, in die Fußstapfen der Generationen von Menschen vor ihm lenkt und „bald mit den Wölfen heulen würde.“
Am fassbarsten wird die Enttäuschung des Vaters in der Beobachtung der Entwicklung Fipps' von kindlicher Aggressivität zum Hass: Während er in der kleinkindlichen Wut noch den Mut zum Aufbegehren sieht, droht Fipps etwas später das elterliche Haus anzuzünden, stößt ein Nachbarmädchen die Treppe hinunter, verletzt einen Mitschüler mit dem Taschenmesser und wird, zur Entschuldigung seitens seiner Erzieher gezwungen, eines „feinen, sehr erwachsenen Hasses“ fähig – „er war wie zum Menschen geschlagen“.
Parallel zu Fipps Aufwachsen wandeln sich die anfänglichen Missverständnisse zwischen den Eltern zu einer wachsenden Entfremdung. Erst nach Fipps Tod kann sich der Vater aus seiner Rolle des zwar hoffenden, aber passiv bleibenden Beobachters lösen, sich zu seiner „Schuld“ und dazu bekennen, seinen Sohn zwar geliebt, aber ihn wenig unterstützt zu haben.

### Deutung
Die als Rückblick angelegte Erzählung reiht die Phasen dieser Kindheit und die mit ihr einhergehende Enttäuschung des Vaters, die auch die Entfremdung zu seiner Frau verursacht, meist chronologisch aneinander. Als reflektierte Erfahrung ist sie im Präteritum erzählt, das am Ende wegen der bleibenden Verantwortung des Vaters dem Präsens weicht.
Dass Fipps in die „wölfische Praxis“ hinein wächst, erklärt sich der Vater zunächst mit der Macht der Sprache, in deren Klänge und Bedeutungen die Kontinuität des Bösen einbeschrieben sei: „Wenn ein Kind freilich Fipps heißt…“, Fipps, ein „Schoßhündchen“, aber auch eines, in dem das Böse stecke „wie eine Eiterquelle“. Da aber der Vater eine nicht-beschädigende, nicht-verletzende „Schattensprache“ nicht kennt, gewinnt die Anverwandlung des Kindes an den „Teufelskreis“ scheinbar etwas Zwangsläufiges: Es war „Hannas Blut, in dem das Kind genährt worden war und das die Geburt begleitete (…) Und es hatte mit Blut geendet, mit seinem schallend leuchtenden Kinderblut, das aus der Kopfwunde geflossen ist.“
Aber der Vater bleibt hierbei nicht stehen, gräbt tiefer und allmählich bricht der Gedanke durch, dass das Scheitern der Erziehung zum menschlichen Menschsein in der passiven Übererwartung des Vaters gründet. Denn er verhindert nicht nur nicht die Dressurakte an seinem Sohn, sondern verzichtet auf allen ihm möglichen Widerstand: „In dem Maß, in dem es seinen Kreis vergrößerte, steckte ich den meinen zurück.“ Und: „Ich war es ja, ich war der erste Mensch und habe alles verspielt, hab nichts getan!“ Schließlich anerkennt der Vater eine persönliche Schuld, da er seine Sprache der Liebe („Mein Wildling. Mein Herz.“) nicht genutzt habe.
Der Titel der Erzählung wird im Text mehr als ein Dutzend Mal als unbestimmtes Pronomen verwendet, das die Bedeutung dieses Kindes für seine Eltern beschreibt, die von ihm „alles“ erwarten: „Ich konnte zu ihm nicht freundlich sein, weil ich zu weit ging mit ihm.“ Der vorbehaltlosen, anspruchslosen Mutterliebe steht eine maßlose messianische Erwartung des Vaters gegenüber und zwischen diesen beiden weit entfernten Ufern versinkt die Nussschale einer menschlicheren Zukunft, die vom Vater als Geschenk eines Kindes und nicht als Ergebnis auch seines Engagements gedacht wird. Das Scheitern dieser Art von Rettung ist ihrem Ansatz einbeschrieben, ist nicht Folge von Verhängnis, sondern von Verhalten: „Die Schuld des Vaters ist es, vom Sohn ´alles´ erwartet, ihn zum Instrument gemacht zu haben.“

## Unter Mördern und Irren

### Inhalt
Etwas mehr als zehn Jahre nach dem Krieg besucht ein junger Mann um die Dreißig an einem Freitagabend in Wien seinen üblichen Stammtisch. Die Wortführer am Stammtisch der sieben Männer sind Redakteure bei Radio und Zeitung, ein Arzt, ein Professor und ein mäzenierender Geschäftemacher. Sie tauchen ein in ihre Erinnerungen, reden über den Krieg als Quelle der Kultur und über die Erfahrungen, die sie nicht missen mögen. Die Jüngeren, die sich wundern, dass bekannte Nazis, Mitläufer und ein Jude zum Stammtisch gehören, dessen Angehörige ermordet wurden, verzweifeln am scheinbaren Einverständnis von Tätern und Opfern. Ein Mann von Anfang dreißig setzt sich zu ihnen, der schon seit seiner Jugend einen Drang zum Morden, aber bis jetzt keinen Menschen getötet hat: Diese Ideologie, dieses „Benamen der anderen – Polacken, Amis, Schwarze (…) Russen“ hätte ihm während des Krieges das einfache Töten unmöglich gemacht. Der am Morden Gescheiterte erzählt die Geschichte seiner Psychiatrisierung und tritt in einen Nebenraum zu einer Versammlung von erfolgreichen Mördern, die ihre Lieder singen, „als wäre kein Tag vergangen.“ Diese Nazis fühlen sich von dem scheinbar Irren durch eine im Text nicht berichtete Handlung provoziert und ermorden ihn wie in einer ironischen Verkehrung von Irrsinn und Normalität.

### Komposition
Der poetische Zugriff auf Krieg und Nachkrieg erfolgt durch eine Konstruktion des Textes aus gegeneinander stehenden Lebensräumen. So beginnt der Text mit einer Gegenüberstellung von Frauen, die ihre Männer zwar aus „Verzweiflung und Bosheit“ in ihren Träumen „ermorden“, aber nicht wirklich erreichen: Die Männer „aber waren fern. (…) Wir waren weit fort.“ Die räumliche Trennung sistiert den Konflikt der Welten, der im folgenden Abschnitt über die Herrenrunde nur auf andere Weise eingefroren werden kann.
Hier nun stoßen die ihrer Einstellung oder Herkunft nach sich als „Juden“ bezeichnenden kritischen Mitglieder auf die damals wie heute Beflissenen – und müssten Stellung beziehen. Aber sie glauben sich „gezwungen, zuzuhören und vor uns hinzustarren“ und diese Selbstentmündigung überlässt dem kultivierten Nachfaschismus der Honoratioren das Feld. Seinen – ein wenig – aufbegehrenden Freund instruiert das erzählende Ich außerhalb der Herrenrunde, im Waschraum, sogar eindringlich: „Du wirst nichts sagen!“ und verschließt sich selbst auch nach dem Mord im Lokal die Lippen auf ewig. Aber für die „jämmerliche Einträchtigkeit“ macht er eines der Mitglieder ihrer Tafelrunde verantwortlich, dem die Nazis Frau und Mutter ermordet haben, „weil er mitverhindert, dass wir mit ihm und noch ein paar anderen an einem anderen Tisch sitzen.“ Außer dieser Verantwortungsflucht haben die still Empörten starke Gründe für ihre Zurückgenommenheit: Friedl, der junge Freund des Ich-Erzählers, besteht vor allem darauf, dass die Sorge um Frau und Kinder ein legitimes Argument der Anpassung sei. Damit rechtfertigt er sein Schweigen wie die auch „an ihre Familien“ denkenden Nazisoldaten ihr Morden – ob „Täter“ oder einverständiger „Gegner“, darüber würfelt die Zeit.
Aber dann begegnen sich die Welten doch: Der notorische Mörder tritt in die Versammlung der unbescholtenen Mörder und wird selbst ermordet. Das offensive Eindringen in die andere Welt hat entsetzliche Folgen und beweist: Die Gewalt ist mächtig noch und rächt Grenzüberschreitungen auf dem Fuße. Wie in den Einzelbiografien die Personen sich während des Krieges so und danach sich ganz anders verhalten, so wird die Weltverschiedenheit von Frauen und Männern, von Opfern ohne Anklage und Tätern ohne Reue die Voraussetzung eines labilen Gleichgewichts und dafür, dass der abgespaltene Teil der Persönlichkeiten, das „blaue Wild“, ein separates Leben führt: „Alle operierten sie also in zwei Welten und waren verschieden in beiden Welten, getrennte und nie vereinte Ich, die sich nicht begegnen durften.“
In dieser Analyse des Nachfaschismus in Österreich werden die gesellschaftlichen Verhältnisse als Kontinuität, die Kontinuität als prekäre Balance und die Balance als gewaltgeformte Innerlichkeit geschildert. Diese Selbsterziehung der Moralisten zur Konformität und vorbehaltlichen Unterwerfung ist der Kern der moralischen Nachkriegskatastrophe und Thema der Erzählung.

## Ein Schritt nach Gomorrha

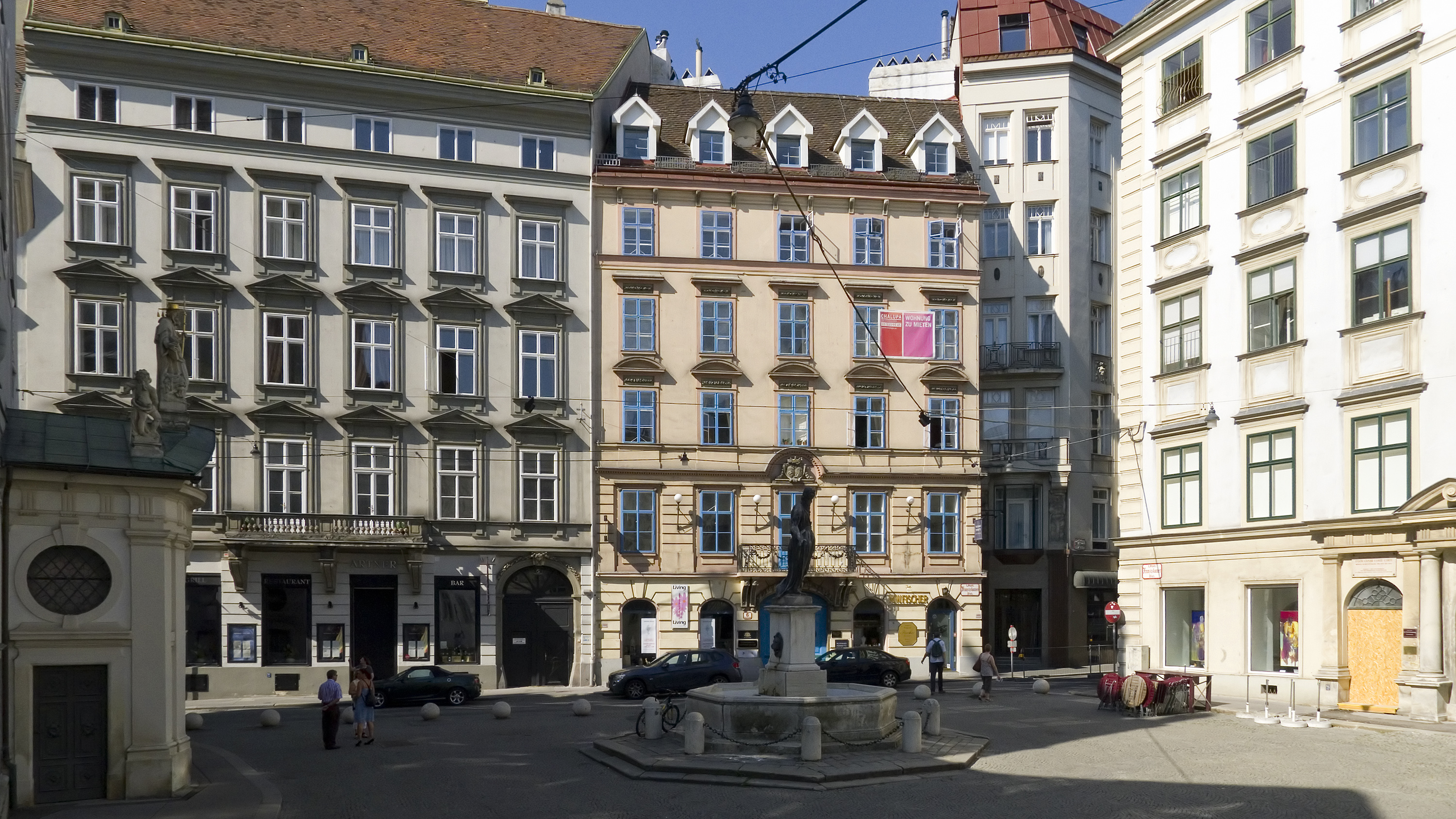
Franziskanerplatz mit Mosesbrunnen, dessen Geplätscher von Charlottes Wohnung aus zu hören ist.

### Inhalt
Nach einer Party der jüngeren, verheirateten und noch kinderlosen Musikerin Charlotte sind alle Gäste bis auf die Studentin Mara gegangen. Mara bringt Charlotte dazu, mit ihr in eine Bar zu wechseln, wo Mara für Charlotte tanzt, um sie zu werben und sie zu duzen beginnt. Sie berühren sich an Armen und Händen, gehen zurück in die Wohnung, und Charlotte begreift, dass sie dabei ist, ihre Ehe mit Franz, der sich Wien im Zug nähert, zu beenden. In einem Sturm von Abgrenzungen und Annäherungen erkennt Charlotte ihre Möglichkeit der Befreiung zu einer lesbischen Liebe und zu eigenen Gedanken. Sie prüft die Implikationen dieses anderen Lebens und legt sich mit ihrer neuen Freundin schlafen.

### Komposition
Hinter dieser Textur des Aufbruchs und der Grenzüberschreitungen reproduzieren sich mehr und mehr die Strukturen, gegen die sich aufzulehnen Charlotte begonnen hat: Mara wird zu ihrem Geschöpf und ihrer Beute, die sich Charlottes Besitzansprüchen unterwirft, obgleich sie anfangs nicht „in diese Falle gehen“ wollte.
Entwicklungsbegrenzung, Aufbruch und neue Herrschaftsliebe vollziehen sich in Räumen, die das Figurenhandeln prägen, ohne es zu determinieren: die Badekabinen und Turnsäle der Schulmädchen sind ein früher Hinweis auf die Möglichkeit erotischer Alternativen, Mara ist eine junge Frau nicht nur von einer geografischen Grenze, Charlotte und sie definieren gemeinsam die eheliche Wohnung neu … Mit dieser Veränderung der Wohnung will Charlotte auch die Denkformen ändern, da weder die Sprache der Männer noch die spiegelbildlich verkümmerte der Frauen für eine neue Ordnung sich eigne. Sie sehnt sich in einer frühen Thematisierung des Genderproblems nach einer Zeit, „wenn dies nicht mehr gilt – Mann und Frau.“ In der Idee einer Spracherziehung Maras klingt dann, wenn auch in der Geste der Überwältigung und nicht der des Rückzugs, der prekäre Befreiungsversuch aus Alles wieder an und damit auch die Thematik des selbstverursachten Scheiterns.
Dieser Rückfall der beiden Frauen in ihnen vertraute Verhaltensmuster wird weder durch die physischen Räume noch durch Sprache und Erwartungen erzwungen. Denn beide Frauen haben schon früher Formen der Befreiung in nuce erlebt: Mara kann schon in der alten Ordnung mit ihrer „erfinderischen“ Offenheit – und Ablehnung – sowohl Männern als auch Frauen gegenüber einer Ordnung jenseits von „Mann und Frau“ vorgreifen; Charlotte hat schon als Schülerin Momente weiblicher Erotik und als Frau sogar mit einem Mann „für Augenblicke“ den Aufbruch in eine neue Zeit erfahren. Schon im Alten findet das Neue also seinen Anfang – und doch lässt sich Charlotte auf eine Ehe ein, die als Form „keine Neuerung, Änderung vertragen“ kann.
Entscheidend ist, dass Charlotte sich aus Gründen in diese alte Struktur zurück begibt, die profaner nicht sein können: „Anlehnung, Sicherheit, Schutz“. Die Macht dieser Struktur besteht also nur, soweit beide Protagonistinnen sich entscheiden, aus Kalkül in dieser Form zu leben. Diese Strukturassimilation betreiben sowohl Charlotte, als sie Mara offensiv in die Unterordnung drängt, wie auch Mara, als sie durch ihr Verhalten Charlottes Zärtlichkeiten „erpresst“. Hinter der erneuerten Symbiose von Selbstunterwerfung und Herrschaftsanspruch stehen daher gemeinsam-individuelle Entscheidungen der beiden Frauen, das Projekt der Freiheit scheitern zu lassen, dessen Facetten schon in den vorhergehenden Erzählungen anklingen.
Der Schritt nach Gomorrha meint daher sowohl die aus bürgerlicher Perspektive Angst auslösende Hölle einer lesbischen Liebe als auch ein Konzept von Befreiung, das durch eine Umkehrung der Vorzeichen nur die alten Grenzen reproduziert.

### Rezeption
Ein Schritt nach Gomorrha zählt zu den frühesten feministischen Äußerungen der deutschsprachigen Literatur der Nachkriegszeit. Es ist die erste deutschsprachige Erzählung seit 1945, in der eine mögliche lesbische Beziehung als Alternative zur Ehe zwischen Mann und Frau thematisiert wird. In frühen Besprechungen wurde oft die Verführung Charlottes durch Mara als zentrales Element des Textes hervorgehoben, was aufgrund der Tabuisierung lesbischer Liebe in den 1960er und 1970er Jahren nicht selten zu Unverständnis oder Ablehnung führte. Feministische Ansätze erweiterten in den 1970er Jahren das Spektrum. In den 1980er Jahren kam eine Lesart des Textes als Gegenentwurf zum Juden- und Christentum und als weibliche Variante eines Erlösungs- und Schöpfungsmythos hinzu. Im 21. Jahrhundert wurden Erkenntnisse der Queer-Theory auf die Erzählung angewendet, von anderer Seite aber verworfen. Die beiden Frauen wurden im Lauf der Rezeptionsgeschichte teils als zwei unabhängige Figuren gedeutet, teils wurde aber auch Mara als Teil von Charlotte oder als ihr Spiegelbild gesehen. 

## Ein Wildermuth

### Inhalt
Der Richter Anton Wildermuth steht einem Gericht vor, das den Mord eines mit ihm nicht verwandten Josef Wildermuth an seinem Vater untersucht. Der Richter hofft auf einen einfachen Prozess, doch seine ihn seit seiner Jugend bestimmende Suche nach der Wahrheit lässt ihn über das Geständnis des Angeklagten hinaus fragen. Dieses Verhör des einen Wildermuth durch den anderen wird zu einer Selbstbefragung und die Sache so kompliziert, dass sogar ein Experte für Mantelknöpfe ausführlich Stellung nimmt.
Als nun der Verteidiger, der Angeklagte und der Staatsanwalt, wenn auch aus unterschiedlichen Gründen, weitere Einzelheiten fordern, erhebt sich der Richter Wildermuth und schreit: „Schluss mit der Wahrheit, hört auf mit der Wahrheit…!“ Er verlässt den Gerichtssaal und bleibt einige Wochen unter Beobachtung eines Haus- und eines Nervenarztes im Bett. In einem langen Monolog wendet der Richter sich von dort an „seine Lieben“, erzählt von der Entstehung seines „Wahrheitsrauschs“ und den besonderen Wahrheiten seines eigenen Lebens.

### Motive
Die Zerlegung einer Tat in ihre Handlungsatome hat Wildermuth als Jugendlicher selbst oft instrumentalisiert, um sich der Verantwortung zu entziehen. Nach den Ausführungen des Knopfexperten im Gerichtssaal vermutet der Richter, dass der Fall des Angeklagten Wildermuth wieder in den Fakten stecken bleiben werde und nur „die Wahrheit ans Licht kommt, die wir brauchen können. (..) Dass wir von der brauchbaren Wahrheit den brauchbarsten Zipfel benutzen.“ Eine andere, eine tiefere Wahrheit jenseits der Fakten hatte er als Jurastudent in den Gründen einer Handlung kennen gelernt, die mehr über Tat und Täter aussagen, als die Rekonstruktion aller Details.
So stößt er in der Erforschung seiner Erinnerung auf diese tiefere, aber schmerzliche Wahrheit, dass er in seiner Ehe mit Gerda statt mit der Kellnerin Wanda, seiner einzigen wirklich Geliebten, ein Leben gegen die Wahrheit gelebt hat, den gesellschaftlichen Erwartungen und seiner eigenen Güterabwägung folgend wie schon die Protagonisten der vorhergehenden Erzählungen. Auch in dem von ihm geleiteten Gerichtsverfahren gibt es unausgeschöpfte Wahrheitshinweise auf die Verrohung und Vertierung des von seinem Sohn ermordeten Vaters, die der aus der Zeit gefallene Verteidiger vergeblich anspricht. Die Wahrheit über das Leben des Richters und die Wahrheit der vielen anderen über ihr Leben vor dieser Nachkriegszeit ist eben „eine Wahrheit, von der keiner träumt, die keiner will.“ Gegen diese „Einschläferung der Wahrheit“ setzt der Richter wirkungslos, aber in wildem Mut(h) seinen Schrei.
Im Text finden sich mehrere Motive der vorhergehenden Erzählungen: Die Einordnung in die Gesellschaft trotz abweichender Prinzipien wie in Das dreißigste Jahr, die Frage der Einrichtung „in dieser Sprache wie in den Möbeln“ und die doch nie unmögliche Veränderung wie in Alles, der Gegensatz von einfachen Morden und Massenmorden wie in Unter Mördern und Irren, Beginn und Fortsetzung einer Ehe aus den falschen Gründen wie in Ein Schritt nach Gomorrha. Diese Motive werden weniger ausgebreitet als in den anderen Erzählungen und ornamentieren das hier zentrale Thema der Wahrheit, das auf den Punkt bringt, was die Protagonisten sich bisher kaum eingestanden haben: Ihr Desinteresse an einem Leben in Übereinstimmung mit der eigenen Wahrheit. Stellvertretend für sie beendet Richter Wildermuth resigniert, nun aber vor aller Augen seine Suche nach der Wahrheit in einer Zeit, die „nicht für Wahrheitssuche Zeit“ hat. Diese Zusammenfassung mit Zuspitzung oder Figur einer Reprise leitet über zum großen Abschied in der letzten der sieben Erzählungen.

## Undine geht

### Inhalt
Die Nymphe Undine wird von den Menschen aufs Land heraufgerufen und verliebt sich in einen Mann namens Hans. Dieser verrät ihre Liebe und sie überquert ihrem eigenen Gesetz folgend „die nasse Grenze zwischen mir und mir“, um nie mehr in die Gesellschaft der Menschen zurückzukehren. Der Text ist ihr anklagender Monolog, der sich sowohl an diesen Hans als auch an alle Männer wendet.
Dem Mythos nach ist Undine eine Nymphe, die zwischen einem Leben auf dem Land und im Wasser wechselt, aber nur durch die Treue ihres menschlichen Gatten dauerhaft außerhalb des Wassers leben kann. Als literarische Figur ist sie unter anderem von Friedrich de la Motte-Fouqué (1811) und von Jean Giraudoux (1938) verwendet worden.

### Geschlechterkonzepte
Wie in den anderen Fällen zuvor im Keller der Herrenrunde, in Charlottes Wohnung oder im Gerichtssaal entwickelt sich hier das Ereignis an einem Ort des Übergangs, auf einer Lichtung, an der Grenze von Land und Wasser, von Festgelegtem und dem, „was sich nicht festlegen lässt“.
Diese doppelte Bestimmung ist Merkmal auch jener „Ungeheuer mit Namen Hans“, die Häuser bauen und sich dort mit ihren Frauen einrichten, aber „nie einverstanden“ sind mit sich selbst. Die Menschenmänner fühlen eine tiefe Sehnsucht nach Veränderung alles Bestehenden, hören zeitlebens „den Muschelton, die Windfanfare“ und rufen die Nymphe als Meisterin aller Grenzüberschreitung zu Hilfe.
Obgleich „Ungeheuer“ und „Monster“, sind die Männer ein ambivalentes Tätergeschlecht: „Ihr kauft und lasst euch kaufen. (…) Ihr Betrüger und ihr Betrogenen.“ Sie haben sogar ihre guten Seiten und sind zu mehr fähig als zu „schäbigen Handlungen“. Aber das Neue scheitert an der Schwäche der Männer, die sich der Gefahr der Schande und Ausstoßung bewusst werden und die Liebe, die „herrliche und große Weile“ in „gleichem Geist“, durch Verrat auf den Altären der Gesellschaft opfern. So wie nun Hans und die anderen Männer in Zukunft einen Teil von sich nicht werden leben können, so ist auch Undines Zukunft unter Wasser nur zweite Wahl, von Einsamkeit bestimmt. Trotz des Verrats wird sie Hans zu rufen nicht aufhören können und im Untergehen noch erneuert sie in abgeschwächter Form den Ruf des Anfangs: „Komm. Nur einmal. Komm.“
Das Hans-Konzept transzendiert offenbar eine rein negativ verstandene Männlichkeit, wie sich auch eine rein positiv verstandene Weiblichkeit weder in dieser Erzählung noch in den vorhergehenden findet. Die Verkümmerungen beider Geschlechter fügen sich spiegelbildlich ineinander. Undine ist auch keine sterbliche Frau oder eine Figur, die womöglich heutige Weiblichkeit personifiziert, sondern ein Wesen, das von einem Standpunkt außerhalb von Zeit und Ort das Geschlechterverhältnis kritisiert und gleichsam das ferne Erwachen Charlottes „wenn dies nicht mehr gilt – Mann und Frau“ aus Ein Schritt nach Gomorrha ins Heute vorverlegt.
Die herausgehobene Stellung dieser Erzählung im vorliegenden Zyklus wird inhaltlich und formal deutlich instrumentiert. Die Textur der schon bekannten Motive findet sich auch in dieser Erzählung und schließt sie mit den anderen zusammen: Beispielsweise die Wahrheitsfrage, die Sprachlosigkeit der Figuren und die Un-Brauchbarkeit ihrer Gedanken als Begünstigung der Liebe, die durch das individuelle Kalkül zerstörten Augenblicke der Gemeinsamkeit, die Macht der Sprache usw. usf. Als Ausklang dieser innerweltlichen Problematik beschließt der Übergang der Undinefigur in eine Sphäre außerhalb der Menschenwelt somit den Zyklus inhaltlich.
Formal akzentuiert die letzte der Erzählungen auf besondere Weise die Bauform des Gesamtwerkes: Wildermuth und Undine geht grenzen sich durch die Anrufung des Lesers und einen bisher fast nicht aufgetretenen Ich-Erzähler von den anderen Erzählungen wie Reprise und Coda von vorhergehenden Teilen ab. Während aber der Richter Wildermuth die Leser als „meine Lieben“ apostrophiert, beginnt Undine ihre offensive Klage mit den berühmten Worten: „Ihr Menschen! Ihr Ungeheuer!“ und ihr allurteilender Ich-Erzähler erweitert das personale Ich des Richters ins Kosmische. Die Erzählung endet mit dem letzten Ausruf Undines in einer lyrischen Wortsetzung, die die Grenzüberschreitung auch durch die Form unterstreicht und zugleich die titelgebende Erzählung wieder anklingen lässt („Wenn endlich endlich kommt Dann …“, siehe oben Das dreißigste Jahr). Diese inhaltlichen und formalen Aspekte unterstreichen die besondere Funktion der Erzählung in der kompositorischen Einheit des Werkes.

## Rezeption
Vor dem Hintergrund des großen Erfolgs der beiden Lyrikbände Die gestundete Zeit (1953) und Anrufung des Großen Bären (1956) war Bachmanns Wechsel zur Prosa in den späten 1950er Jahren für die Rezensenten „irritierend“. So sah Walter Jens die Erzählungen aus dem Band Das dreißigste Jahr „zwischen Meisterschaft und barem Kitsch“. Nicht wenige Kritiker sahen wie der Meinungsführer Marcel Reich-Ranicki Bachmanns – geschlechtsspezifische – Begabung auch weiterhin vor allem in der Lyrik, ihre Prosa neige „zu einer nur im Emotionalen verankerten Fragestellung“. Manche Rezensenten, darunter Barbara Bondy, stießen sich daran, dass formale Anforderungen an die Gattung nicht erfüllt waren: „Diese Prosastücke haben keine eigentliche Handlung, keinen Ablauf, keine Charaktere.“ Doch ein nicht unbeträchtlicher Teil der Rezensionen setzte das überschwängliche Lob der Lyrik-Rezeption ohne Brüche fort. So bezeichnete Horst Bienek die Texte als „eine der reifsten Sprachleistungen in unserer Literatur.“ In manchen Besprechungen wurde „‚das Lyrische‘ in ihren Erzählungen“ gewürdigt, in anderen Bachmanns literarische Identität als Lyrikerin weiterhin behauptet und tendenziell als Erklärung für den angeblich missglückten Prosa-Versuch herangezogen. Gattungskompetenz und Geschlecht wurden dabei in Beziehung zueinander gesetzt: Dem Gegensatzpaar Lyrik – Prosa wurden weiblich – männlich, emotional – rational und subjektiv – objektiv gegenübergestellt. Die Festlegung Bachmanns auf die Lyrik wurde damit auf die Person übertragen. Damit verstärkte sich im Bachmann-Image die Betonung der Weiblichkeit, die von Anfang an gegeben gewesen war. In einer nicht geringen Zahl von Rezensionen werden die Erzählungen autobiografisch gelesen, Bachmanns Werk und Person werden verquickt. Auch Aussagen aus theoretischen Texten Bachmanns, zum Beispiel aus den Frankfurter Poetik-Vorlesungen, werden in den Rezensionen zur Interpretation benutzt. Damit werden Zusammenhänge im Gesamtwerk hergestellt. Über die Erzählungen hinaus wird für Bachmann ein „moralischer Superlativ konstituiert“: „Denn Ingeborg Bachmann ist eine Fanatikerin des Unbedingten, eine Aufrührerin in jenem ursprünglichen Sinn, daß sie die Seelen in Aufruhr bringt.“ Zusammenfassend lässt sich das Bachmann-Bild nach der Rezeption von Das dreißigste Jahr „als differenzierteres, als komplexeres und deutlich auch widersprüchlich gewichtetes“ bezeichnen. Das Bild der hohen Dichterin bleibt als Aspekt des Bachmann-Image dabei weiterhin präsent.
Trotz der Vorbehalte der Kritik erreichte die Prosa höhere Verkaufszahlen als die Lyrik: Am 18. Oktober 1961 stand der Band auf Platz 1 der Spiegel-Bestsellerliste. Ab dem Ende der 1970er Jahre wurden die Erzählungen Undine geht und Ein Schritt nach Gomorrha im Kontext des Feminismus interpretiert. In den 1990er Jahren rückten die Erzählungen erneut ins Interesse. Auch Erkenntnisse der Queer-Theory wurden etwa in die Interpretation von Ein Schritt nach Gomorrha einbezogen. Monika Albrecht bezog sich 2004 auf diese Erzählung und Undine geht, als sie anmerkte: „Zweifellos hat Bachmann bereits in ihrem ersten Erzählband Das dreißigste Jahr das Thema der Geschlechterdifferenzen reflektiert, und zwar in einer Weise, die erst heute von ehemaligen Weggefährten als avant la lettre empfunden wird.“ Sie würdigte die „für die Zeit ungewöhnliche Radikalität“, mit der die Figuren gegen die Einengung auf zwei Geschlechter ankämpfen. Aber Undine und Charlotte blieben letztlich „doch in essentialistischen Vorstellungen von den Unterschieden eben dieser Geschlechter befangen“, und mit einer Lesart nach neueren Gender-Theorien überfordere man die Texte. In jüngerer Zeit wurden in der Sekundärliteratur im Vergleich zur ersten Phase deutlich weniger Werturteile gefällt, sondern vielmehr bestimmte Schwerpunkte des Bandes wissenschaftlich bearbeitet. So analysierte etwa Barbara Agnese 2024 den Zusammenhang von Sprache und Gewalt.
Die von Rita Svandrlik herausgegebene Textausgabe von 2020 mit dem umfangreichen Apparat wurde von der Kritik begrüßt.
Fünf der sieben Erzählungen wurden in den 1970er Jahren verfilmt: Unter Bachmanns Mitarbeit entstand nach der Erzählung Unter Mördern und Irren der Fernsehfilm Blaues Wild, der 1970 im Fernsehen gezeigt und in der Presse ausführlich besprochen wurde. 1976 wurde im Fernsehen Wolfgang Glücks Verfilmung Das Gebell ausgestrahlt, die überwiegend positives Echo erhielt. Im selben Jahr verfilmte Michael Haneke für das Fernsehen Drei Wege zum See. 1977 folgte in Vorbereitung auf die erste Verleihung des Ingeborg-Bachmann-Preises eine Verfilmung von Jugend in einer österreichischen Stadt. 1978 drehte die österreichische Regisseurin Margareta Heinrich – damals noch Studentin an der Filmakademie Wien –  nach der Erzählung Ein Schritt nach Gomorrha den Kurzfilm Zwielicht. Er wurde weniger als Literaturverfilmung wahrgenommen, sondern stärker als feministisches Werk und 2017 beim Queer Film Festival der Akademie in digitalisierter Fassung wieder gezeigt.

## Ausgaben
- Ingeborg Bachmann: Das dreißigste Jahr. Piper, München 1961
- Ingeborg Bachmann: Sämtliche Erzählungen. Piper, München 1978
- Ingeborg Bachmann: Das dreißigste Jahr. Salzburger Bachmann Edition. Herausgegeben von Rita Svandrlik unter Mitarbeit von Silvia Bengesser und Hans Höller. Piper Verlag und Suhrkamp Verlag, München, Salzburg, Berlin und Frankfurt 2020, ISBN 978-3-518-42607-4

## Nachweise
1. ↑  Heinrich Vormweg urteilt dagegen meinungsstark: Bachmann habe zwar mit dem "Sammelband Das dreißigste Jahr" ihren Ruhm begründet, aber mit ihren späteren Werken eine existentialistisch-individualistische, auf Selbstverwirklichung fixierte "Erzählgestik" entwickelt - "darüber hinaus verdeutlicht sie nichts." Vormweg, siehe Sekundärliteratur, S. 289.
2. ↑  Constance Hotz: ‚Die Bachmann‘. Das Image der Dichterin: Ingeborg Bachmann im journalistischen Diskurs. Ekkehard Faude, Konstanz 1990, ISBN 3-922305-35-0, S. 100.
3. ↑  Hans Höller, Renate Langer, Thomas Strässle, Barbara Wiedemann (Hrsg.): Ingeborg Bachmann, Max Frisch. „Wir haben es nicht gut gemacht.“ Der Briefwechsel. Piper Verlag, München/Berlin/Zürich und Suhrkamp Verlag, Berlin, 2022, Anmerkung 16 zu Seite 217, S. 754.
4. ↑  Ingeborg Bachmann: Werke. Hrsg.: Christine Koschel, Inge von Weidenbaum, Clemens Münster. 2. Auflage. Band 2. Piper, München, Zürich 1982, ISBN 3-492-02774-1, S. 605–606.
5. ↑  W.G. Sebald: Campo Santo. Fischer, Frankfurt a. M. 2006, S. 105.
6. ↑  Bachmann thematisiere „Versuche, den Bindungen einer Gesellschaft zu entkommen, die jeden Versuch individueller Entfaltung verhindert. Protest und Resignation kulminieren in diesen Texten zu Lebenskrisen, die als symptomatisch für die Befindlichkeit der Menschen in der Nachkriegszeit gesehen werden.“ Kindlers neues Literatur-Lexikon. Studienausgabe, Kindler 1996, Band 2, siehe Literatur, S. 28.
7. ↑  Sigrid Weigel: Ingeborg Bachmann. Paul Zsolnay, Wien 1999, ISBN 3-552-04927-4, S. 485–486.
8. ↑  Ingeborg Bachmann. Abgerufen am 16. August 2024.
9. ↑  Madeleine Marti: Hinterlegte Botschaften: die Darstellung lesbischer Frauen in der deutschsprachigen Literatur seit 1945. J. B. Metzlersche Verlagsbuchhandlung, Stuttgart 1991, ISBN 3-476-00856-8, S. 92.
10. ↑  Kindlers neues Literatur-Lexikon. Studienausgabe, Kindler 1996, Band 2, siehe Literatur, S. 29.
11. 1 2  Peter Beicken: Ingeborg Bachmann, München: Beck 1988, S. 165f.
12. ↑  Kindlers neues Literatur-Lexikon. Studienausgabe, Kindler 1996, Band 2, siehe Literatur, S. 28 f.
13. ↑  Peter Beicken, Ingeborg Bachmann, München: Beck 1988, S. 170 f.
14. ↑  Kindlers neues Literatur-Lexikon. Studienausgabe, Kindler 1996, Band 2, siehe Literatur, S. 28.
15. ↑  Peter Beicken, Ingeborg Bachmann, München: Beck 1988, S. 172.
16. ↑  Kindlers neues Literatur-Lexikon. Studienausgabe, Kindler 1996, Band 2, siehe Literatur, S. 29.
17. ↑  Peter Beicken, Ingeborg Bachmann, München: Beck 1988, S. 175.
18. ↑  Peter Beicken, Ingeborg Bachmann, München: Beck 1988, S. 183. Bachmann könnte in der Verwendung einer musikalischen Kompositionsform von H.W. Henzes „Ondine“-Ballett (1958) inspiriert gewesen sein.
19. ↑  Monika Albrecht, Dirk Göttsche,Sara Lennox: Rezeptionsgeschichte. In: Monika Albrecht, Dirk Göttsche (Hrsg.): Bachmann-Handbuch. Leben - Werk - Wirkung. 2. Auflage. J. B. Metzler, Berlin 2022, ISBN 978-3-476-05666-5, S. 31–49;32.
20. ↑  Walter Jens: Zwei Meisterwerke in schwacher Umgebung. 1961. In: Michael Schardt (Hrsg.): Über Ingeborg Bachmann. Rezensionen - Portraits - Würdigungen (1952–1992). Rezeptionsdokumente aus vier Jahrzehnten. Paderborg 1994, S. 71–75;74 ff. Zitiert nach: Monika Albrecht, Dirk Göttsche (Hrsg.): Bachmann-Handbuch. Leben - Werk - Wirkung. J. B. Metzler Verlag, Berlin, 2. Auflage 2020, S. 32, ISBN 978-3-476-05666-5
21. ↑  Marcel Reich-Ranicki: Ingeborg Bachmann oder die Kehrseite des Schreckens. 1963. In: Christine Koschel, Inge von Weidenbaum (Hrsg.): Kein objektives Urteil - nur ein lebendiges. Texte zum Werk Ingeborg Bachmanns. München, Zürich 1989, S. 69–82; 79 Zitiert nach: Monika Albrecht, Dirk Göttsche (Hrsg.): Bachmann-Handbuch. Leben - Werk - Wirkung. J. B. Metzler Verlag, Berlin, 2. Auflage 2020, S. 32, ISBN 978-3-476-05666-5
22. ↑  Barbara Bondy: Schichtwechsel. 1961. In: Michael Schardt (Hrsg.): Über Ingeborg Bachmann. Rezensionen - Portraits - Würdigungen (1952–1992). Rezeptionsdokumente aus vier Jahrzehnten. Paderborg 1994, S. 62–64; 64. Zitiert nach: Monika Albrecht, Dirk Göttsche (Hrsg.): Bachmann-Handbuch. Leben - Werk - Wirkung. J. B. Metzler Verlag, Berlin, 2. Auflage 2020, S. 32, ISBN 978-3-476-05666-5
23. ↑  Monika Albrecht, Dirk Göttsche,Sara Lennox: Rezeptionsgeschichte. In: Monika Albrecht, Dirk Göttsche (Hrsg.): Bachmann-Handbuch. Leben - Werk - Wirkung. 2. Auflage. J. B. Metzler, Berlin 2022, ISBN 978-3-476-05666-5, S. 31–49;32.
24. ↑  Constance Hotz: ‚Die Bachmann‘. Das Image der Dichterin: Ingeborg Bachmann im journalistischen Diskurs. Ekkehard Faude, Konstanz 1990, ISBN 3-922305-35-0, S. 103.
25. ↑  Constance Hotz: ‚Die Bachmann‘. Das Image der Dichterin: Ingeborg Bachmann im journalistischen Diskurs. Ekkehard Faude, Konstanz 1990, ISBN 3-922305-35-0, S. 104.
26. ↑  Constance Hotz: ‚Die Bachmann‘. Das Image der Dichterin: Ingeborg Bachmann im journalistischen Diskurs. Ekkehard Faude, Konstanz 1990, ISBN 3-922305-35-0, S. 106–107.
27. 1 2  Constance Hotz: ‚Die Bachmann‘. Das Image der Dichterin: Ingeborg Bachmann im journalistischen Diskurs. Ekkehard Faude, Konstanz 1990, ISBN 3-922305-35-0, S. 107.
28. ↑  emb: Das Buch des Monats. In: Annabelle Zürich, Nummer 8, 1961. Zitiert nach: Constance Hotz: ‚Die Bachmann‘. Das Image der Dichterin: Ingeborg Bachmann im journalistischen Diskurs. Ekkehard Faude, Konstanz 1990, ISBN 3-922305-35-0, S. 107
29. ↑  Constance Hotz: ‚Die Bachmann‘. Das Image der Dichterin: Ingeborg Bachmann im journalistischen Diskurs. Ekkehard Faude, Konstanz 1990, ISBN 3-922305-35-0, S. 109.
30. ↑  Monika Albrecht, Dirk Göttsche,Sara Lennox: Rezeptionsgeschichte. In: Monika Albrecht, Dirk Göttsche (Hrsg.): Bachmann-Handbuch. Leben - Werk - Wirkung. 2. Auflage. J. B. Metzler, Berlin 2022, ISBN 978-3-476-05666-5, S. 32.
31. ↑  Monika Albrecht, Dirk Göttsche,Sara Lennox: Rezeptionsgeschichte. In: Monika Albrecht, Dirk Göttsche (Hrsg.): Bachmann-Handbuch. Leben - Werk - Wirkung. 2. Auflage. J. B. Metzler, Berlin 2022, ISBN 978-3-476-05666-5, S. 34–35.
32. ↑  Monika Albrecht, Dirk Göttsche,Sara Lennox: Rezeptionsgeschichte. In: Monika Albrecht, Dirk Göttsche (Hrsg.): Bachmann-Handbuch. Leben - Werk - Wirkung. 2. Auflage. J. B. Metzler, Berlin 2022, ISBN 978-3-476-05666-5, S. 31–49;40.
33. ↑  Monika Albrecht, Dirk Göttsche,Sara Lennox: Rezeptionsgeschichte. In: Monika Albrecht, Dirk Göttsche (Hrsg.): Bachmann-Handbuch. Leben - Werk - Wirkung. 2. Auflage. J. B. Metzler, Berlin 2022, ISBN 978-3-476-05666-5, S. 31–49;42.
34. 1 2  Monika Albrecht: Männermythos, Frauenmythos, und danach? Anmerkungen zum Mythos Ingeborg Bachmann. In: German Life and Letters. Band 57, Heft 1, Januar 2004, S. 91–110; 105
35. ↑  Barbara Agnese: Bachmanns Reflexion über Sprache und Gewalt im Erzählungsband Das dreißigste Jahr. In: Marion Heinz, Eva Laquièze-Waniek und Alice Pechriggl (Hrsg.): Colloquium: New Philologies - Ingeborg Bachmann und die Philosophie. Band 9, 1–2 (Special Issue). Klagenfurt 1. April 2024, S. 97–108, doi:10.23963/cnp.
36. ↑  Silvia Ulrich: Ingeborg Bachmann. Das dreißigste Jahr. In: Ricognizioni. Rivista Di Lingue E Letterature Straniere E Culture Moderne. Band 8, Nr. 15. Turin 30. Juni 2021, S. 167–169, doi:10.13135/2384-8987/5932.
37. 1 2 3 4 5  Andrea Kresimon: Rezeption in Film und Fernsehen. In: Monika Albrecht, Dirk Göttsche (Hrsg.): Bachmann-Handbuch. Leben - Werk - Wirkung. 2. Auflage. J. B. Metzler, Berlin 2020, ISBN 978-3-476-05666-5, S. 58–64; 59.
38. ↑  Gertraud Auer, Ernst A. Grandits, Chryseldis Hofer: Zwielicht. Abteilung Film und Fernsehen der Hochschule für Musik und darstellende Künste, Vienna, abgerufen am 29. Juli 2024.